# Liberalni Demokraci (Włochy)
Liberalni Demokraci (wł. Liberaldemocratici, LD) – włoska partia polityczna o profilu centrowym i liberalnym, założona 18 września 2007.
Nową formację powołał Lamberto Dini (senator Margherity i były premier Włoch) w sprzeciwie wobec planów utworzenia m.in. przez jego ugrupowanie wraz z partiami lewicowymi nowej Partii Demokratycznej. Do LD przystąpiło m.in. 3 senatorów i 1 deputowany, a także działacze frakcji "Odnowa" działającej w ramach Margehrity, a skupiającej osoby związane z poprzednią partią Lamberta Diniego, Odnowieniem Włoskim.
W lutym 2008 partia opuściła wspierającą rząd Romano Prodiego koalicję wyborczą Unia, przechodząc do Domu Wolności Silvia Berlusconiego. W przedterminowych wyborach w tym samym roku trzech jej przedstawicieli zostało posłami nowej Izby Deputowanych, a Lamberto Dini utrzymał mandat senatora. Po wyborach lider LD i jeden z posłów zdecydowali się odejść z partii i zaangażować w działalność Ludu Wolności, zaś pozostali deputowani działać w ramach autonomicznego ugrupowania. Na czele LD stanęła wówczas posłanka Daniela Melchiorre, którą później zastąpił Italo Tanoni.